# Eisenbahnunfall von Boomer Bottom

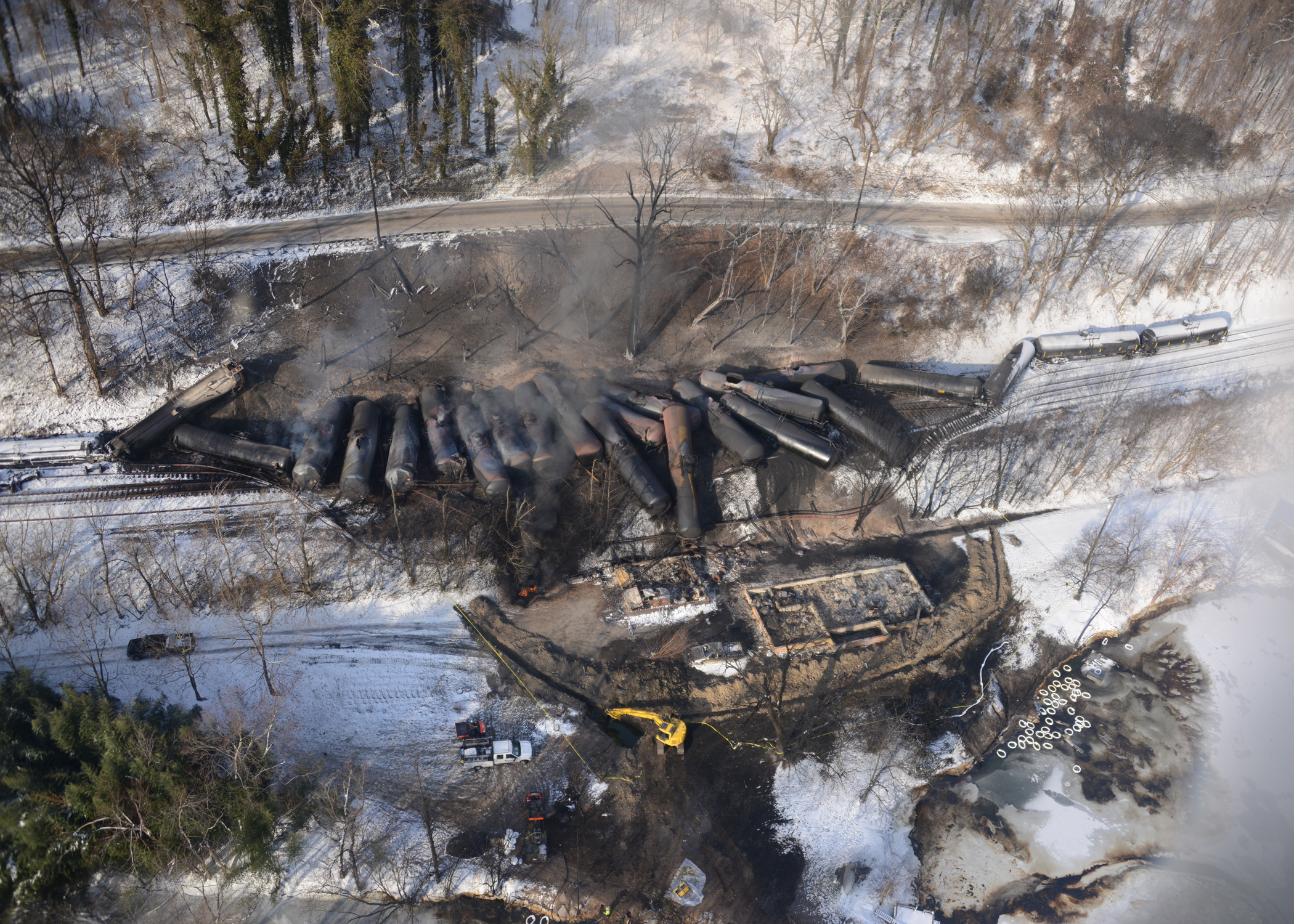
Die Unfallstelle

Bei dem Eisenbahnunfall von Boomer Bottom entgleisten am 16. Februar 2015 bei Boomer Bottom, Mount Carbon, Fayette County, West Virginia, USA, Wagen eines Güterzugs, die Rohöl transportierten, und gerieten teilweise in Brand.

## Ausgangslage
Der Güterzug der CSX Transportation bestand aus zwei Diesellokomotiven und 109 vierachsigen Kesselwagen des Typs 1232, die mit Rohöl aus Fracking-Vorkommen in North Dakota beladen waren. Der Zug war zu einem Öllager nach Yorktown in Virginia unterwegs. Jeder der Kesselwagen hatte ein Fassungsvermögen von 136 Kubikmetern. Der Zug war unter winterlichen Bedingungen bei starkem Schneefall unterwegs. Die Streckenhöchstgeschwindigkeit war mit 80 km/h festgesetzt. Der Zug war zum Unfallzeitpunkt mit etwas über 50 km/h unterwegs.

## Unfallhergang
Gegen 13:30 Uhr entgleisten 26 Wagen des Zuges. Eine Anzahl der Güterwagen stürzte um, einer rutschte in den parallel zur Bahnstrecke fließenden Kanawha River. 14 Wagen gerieten in Brand, darunter auch der, der in den Fluss gestürzt war und ein weiterer, der beim Entgleisen bereits ein Haus an der Bahnstrecke schwer beschädigt hatte.

## Folgen
Der Gouverneur von West Virginia rief den Ausnahmezustand aus. Bei dem Unfall wurde ein Mensch verletzt, der Erdöl-Dämpfe eingeatmet hatte. Einige hundert Bewohner aus mehreren Ortschaften in der Umgebung der Unfallstelle mussten evakuiert werden und konnten erst vier Tage später wieder nach Hause zurückkehren. Darüber hinaus mussten zwei Wasseraufbereitungsanlagen, die sich in der Nähe der Unfallstelle befanden, stillgelegt werden. Die Behörden behaupteten allerdings, dass kein Öl im Wasser nachzuweisen sei. Bei dem Unfall wurde auch eine Überlandleitung der Elektrizitätsversorgung beschädigt, so dass 900 Menschen ohne Strom waren. Ebenso musste die Landstraße 61 in der Nähe der Unfallstelle gesperrt werden. Wegen des Schadensumfangs fand der Unfall auch international Beachtung.

## Behördliche Untersuchung
Der Unfall wurde durch die Federal Railroad Administration untersucht. Das National Transportation Safety Board steuerte eine detaillierte Analyse des Fahrverhaltens der Tankwagen bei.
Als Ursache der Entgleisung wurde ein Schienenbruch festgestellt, konkret ein senkrechter Bruch des Schienenkopfs, durch den der Kopf in Längsrichtung gespalten wurde. Die Kontrolle der Schienen erfolgte in diesem Gebiet durch das von CSX beauftragte Unternehmen Sperry Rail Service, welches dazu eigene Schienenprüfwagen einsetzte. Bei Kontrollen am 17. Dezember 2014 (61 Tage vor dem Unfall) und am 12. Januar 2015 (35 Tage vorher) war ein Defekt an der Stelle angezeigt worden, an der dann der Schienenbruch auftrat. In beiden Fällen unterließ der Inspektor die in solchen Fällen vorgeschriebene genaue händische Überprüfung; er gab an, dass er die Anzeige der Instrumente bloß auf einen rauen Zustand der Schienenoberfläche zurückgeführt hatte. Auch kam heraus, dass der Inspektor schon seit 15 Jahren im Gebiet der CSX arbeitete, aber nie eine eingehende Schulung erhalten hatte, wie sie an einem neu eingestellten Mitarbeiter vorgenommen worden wäre.